# World Poker Tour Saison 17
La saison 17 du World Poker Tour (WPT) est un tournoi de poker qui se tient en 2018 et 2019.

## Résultats

### WPT Gardens Poker Festival
- Casino : The Gardens Casino, Hawaiian Gardens, Californie,  États-Unis[1],[2]
- Prix d'entrée : 5 000 $[1],[2]
- Date : Du 21 au 26 juillet 2018[1],[2]
- Nombre de joueurs : 584
- Prize Pool : 2 944 800 $
- Nombre de places payées : 73

| Place | Nom            | Prix      |
| ----- | -------------- | --------- |
| 1er   | Simon Lam      | 565 055 $ |
| 2e    | Jake Schindler | 366 740 $ |
| 3e    | Men Nguyen     | 270 430 $ |
| 4e    | Craig Varnell  | 201 615 $ |
| 5e    | Saya Ono       | 151 995 $ |
| 6e    | Jared Griener  | 115 885 $ |

### WPT Choctaw
- Casino : Choctaw Casino & Resort, Durant, Oklahoma,  États-Unis[3],[4]
- Prix d'entrée : 3 700 $[3],[4]
- Date : Du 3 au 7 août 2018[3],[4]
- Nombre de joueurs : 755
- Prize Pool : 2 548 225 $
- Nombre de places payées : 96

| Place | Nom               | Prix      |
| ----- | ----------------- | --------- |
| 1er   | Brady Holiman     | 469 185 $ |
| 2e    | Viet Van Vo       | 320 725 $ |
| 3e    | Christopher Smith | 233 370 $ |
| 4e    | Anthony Ruberto   | 166 605 $ |
| 5e    | Anthony Zinno     | 125 630 $ |
| 6e    | Timothy Domboski  | 95 780 $  |

### WPT Borgata Poker Open
- Casino : Borgata Hotel Casino & Spa, Atlantic City,  États-Unis[5],[6]
- Prix d'entrée : 3 500 $[5],[6]
- Date : Du 16 au 21 septembre 2018[5],[6]
- Nombre de joueurs : 1 075
- Prize Pool : 3 441 075 $
- Nombre de places payées : 136

| Place | Nom             | Prix      |
| ----- | --------------- | --------- |
| 1er   | Erkut Yilmaz    | 575 112 $ |
| 2e    | Timothy Miles   | 383 399 $ |
| 3e    | Oleg Shnaider   | 283 341 $ |
| 4e    | Austin Wentling | 211 562 $ |
| 5e    | Liam He         | 159 616 $ |
| 6e    | Anthony Maio    | 121 697 $ |

### WPT Maryland Live
- Casino : Maryland Live Casino, Hanover, Maryland,  États-Unis[7],[8]
- Prix d'entrée : 3 500 $[7],[8]
- Date : Du 21 au 25 septembre 2018[7],[8]
- Nombre de joueurs : 554
- Prize Pool : 1 757 800 $
- Nombre de places payées : 70

| Place | Nom             | Prix      |
| ----- | --------------- | --------- |
| 1er   | Anthony Ruberto | 344 755 $ |
| 2e    | Shankar Pillai  | 220 780 $ |
| 3e    | Jeremy Ausmus   | 162 597 $ |
| 4e    | William Givens  | 121 112 $ |
| 5e    | Aaron Pinson    | 91 230 $  |
| 6e    | Mark Sandness   | 69 609 $  |

### WPT Bounty Scramble
- Casino : bestbet Jacksonville, Jacksonville, Floride,  États-Unis[9],[10]
- Prix d'entrée : 5 000 $[9],[10]
- Date : Du 19 au 23 octobre 2018[9],[10]
- Nombre de joueurs : 356
- Prize Pool : 1 648 280 $
- Nombre de places payées : 45

| Place | Nom              | Prix      |
| ----- | ---------------- | --------- |
| 1er   | Tony Tran        | 341 486 $ |
| 2e    | Jake Schwartz    | 228 590 $ |
| 3e    | Kelly Minkin     | 146 973 $ |
| 4e    | Ray Qartomy      | 95 684 $  |
| 5e    | Ping Liu         | 73 734 $  |
| 6e    | Dominique Mosley | 60 981 $  |

### WPT Montréal
- Casino : Playground Poker Club, Kahnawake,  Canada[11],[12]
- Prix d'entrée : 5 300 CAD[11],[12]
- Date : Du 28 octobre au 4 novembre 2018[11],[12]
- Nombre de joueurs : 792
- Prize Pool : 4 830 000 CAD
- Nombre de places payées : 103

| Place | Nom                 | Prix        |
| ----- | ------------------- | ----------- |
| 1er   | Patrick Serda       | 855 000 CAD |
| 2e    | Ema Zajmovic        | 556 000 CAD |
| 3e    | Sorel Mizzi         | 410 000 CAD |
| 4e    | Kauvsegan Ehamparam | 305 450 CAD |
| 5e    | Upeshka De Silva    | 230 250 CAD |
| 6e    | Jiachen Gong        | 175 500 CAD |

### WPT Seminole Rock N Roll Poker Open
- Casino : Seminole Hard Rock Hotel & Casino, Hollywood, Floride,  États-Unis[13],[14]
- Prix d'entrée : 3 500 $[13],[14]
- Date : Du 23 au 28 novembre 2018[13],[14]
- Nombre de joueurs : 898
- Prize Pool : 2 873 600 $
- Nombre de places payées : 113

| Place | Nom           | Prix      |
| ----- | ------------- | --------- |
| 1er   | Pavel Plesuv  | 504 820 $ |
| 2e    | James Gilbert | 326 565 $ |
| 3e    | Jeremy Joseph | 240 945 $ |
| 4e    | Marius Gierse | 179 710 $ |
| 5e    | Chris Kennedy | 135 505 $ |
| 6e    | Ravi Raghavan | 103 310 $ |

### WPT Five Diamond World Poker Classic
- Casino : Bellagio, Las Vegas,  États-Unis[15],[16]
- Prix d'entrée : 10 400 $[15],[16]
- Date : Du 10 au 15 décembre 2018[15],[16]
- Nombre de joueurs : 1 001
- Prize Pool : 9 709 700 $
- Nombre de places payées : 126

| Place | Nom                  | Prix        |
| ----- | -------------------- | ----------- |
| 1er   | Dylan Linde          | 1 631 468 $ |
| 2e    | Milos Skrbic         | 1 087 603 $ |
| 3e    | Andrew Lichtenberger | 802 973 $   |
| 4e    | Ping Liu             | 599 147 $   |
| 5e    | Lisa Hamilton        | 451 880 $   |
| 6e    | Barry Hutter         | 344 529 $   |

### WPT Gardens Poker Championship
- Casino : Gardens Casino, Los Angeles,  États-Unis[17],[18]
- Prix d'entrée : 10 000 $[17],[18]
- Date : Du 12 au 16 janvier 2019 (table finale le 12 mars 2019)[17],[18]
- Nombre de joueurs : 253
- Prize Pool : 2 428 800 $
- Nombre de places payées : 32

| Place | Nom                 | Prix      |
| ----- | ------------------- | --------- |
| 1er   | Frank Stepuchin     | 548 825 $ |
| 2e    | Shannon Shorr       | 355 885 $ |
| 3e    | Steve Sung          | 259 880 $ |
| 4e    | Brent Roberts       | 192 465 $ |
| 5e    | Ray Qartomy         | 144 595 $ |
| 6e    | Jonathan Abdellatif | 110 225 $ |

### WPT Russie
- Casino : Sochi Casino and Resort, Sotchi,  Russie[19],[20]
- Prix d'entrée : 198 000 RUB[19],[20]
- Date : Du 21 au 27 janvier 2019[19],[20]
- Nombre de joueurs : 503
- Prize Pool : 86 815 190 RUB
- Nombre de places payées : 63

| Place | Nom               | Prix           |
| ----- | ----------------- | -------------- |
| 1er   | Denis Shafikov    | 16 800 000 RUB |
| 2e    | Alexey Gortikov   | 11 270 000 RUB |
| 3e    | Yauhen Kontush    | 7 288 190 RUB  |
| 4e    | Nikolay Fal       | 5 250 000 RUB  |
| 5e    | Mikhail Galitskiy | 4 130 000 RUB  |
| 6e    | Oleg Pavlyuchuk   | 3 360 000 RUB  |

### WPT Borgata Winter Poker Open
- Casino : Borgata Hotel Casino & Spa, Atlantic City,  États-Unis[21],[22]
- Prix d'entrée : 3 500 $[21],[22]
- Date : Du 27 au 31 janvier 2019 (table finale le 13 mars 2019)[21],[22]
- Nombre de joueurs : 1 415
- Prize Pool : 4 529 415 $
- Nombre de places payées : 177

| Place | Nom                  | Prix      |
| ----- | -------------------- | --------- |
| 1er   | Vinicius Lima        | 728 430 $ |
| 2e    | David Farah          | 485 611 $ |
| 3e    | Joseph Di Rosa Rojas | 359 555 $ |
| 4e    | Brandon Hall         | 268 810 $ |
| 5e    | Daniel Buzgon        | 202 942 $ |
| 6e    | Ian O'Hara           | 154 734 $ |

### WPT Fallsview Poker Classic
- Casino : Niagara Fallsview Casino Resort, Niagara Falls,  Canada[23],[24]
- Prix d'entrée : 5 000 CAD[23],[24]
- Date : Du 23 au 25 février 2019[23],[24]
- Nombre de joueurs : 602
- Prize Pool : 2 744 518 CAD
- Nombre de places payées : 76

| Place | Nom              | Prix        |
| ----- | ---------------- | ----------- |
| 1er   | Demo Kiriopoulos | 517 424 CAD |
| 2e    | Wing-Yat Yeung   | 362 853 CAD |
| 3e    | Andrew Pantling  | 233 339 CAD |
| 4e    | Jake Schwartz    | 167 388 CAD |
| 5e    | James Morgan     | 128 471 CAD |
| 6e    | Noeung Troeung   | 105 170 CAD |

### WPT LA Poker Classic
- Casino : The Commerce Hotel & Casino, Los Angeles,  États-Unis[25],[26]
- Prix d'entrée : 10 000 $[25],[26]
- Date : Du 2 au 6 mars 2019 (table finale le 11 mars 2019)[25],[26]
- Nombre de joueurs : 546
- Prize Pool : 5 169 270 $
- Nombre de places payées : 69

| Place | Nom                | Prix        |
| ----- | ------------------ | ----------- |
| 1er   | David Baker        | 1 015 000 $ |
| 2e    | Matas Cimbolas     | 646 930 $   |
| 3e    | Darren Elias       | 473 280 $   |
| 4e    | Jean-Claude Moussa | 346 550 $   |
| 5e    | John Smith         | 267 400 $   |
| 6e    | Steve Yea          | 201 650 $   |

### WPT Rolling Thunder
- Casino : Thunder Valley Casino Resort,  Lincoln,  États-Unis[27],[28]
- Prix d'entrée : 5 000 $[27],[28]
- Date : Du 8 au 12 mars 2019[27],[28]
- Nombre de joueurs : 280
- Prize Pool : 1 302 000 $
- Nombre de places payées : 35

| Place | Nom            | Prix      |
| ----- | -------------- | --------- |
| 1er   | Erkut Yilmaz   | 303 920 $ |
| 2e    | James Collopy  | 200 780 $ |
| 3e    | Ajay Chabra    | 130 450 $ |
| 4e    | Dylan Linde    | 95 350 $  |
| 5e    | Anthony Zinno  | 68 860 $  |
| 6e    | Jerry Robinson | 50 720 $  |

### WPT Barcelone
- Casino : Casino Barcelona, Barcelone,  Espagne[29],[30]
- Prix d'entrée : 3 300 €[29],[30]
- Date : Du 11 au 17 mars 2019[29],[30]
- Nombre de joueurs : 1 227
- Prize Pool : 3 570 570 €
- Nombre de places payées : 151

| Place | Nom                  | Prix      |
| ----- | -------------------- | --------- |
| 1er   | Vitalijs Zavorotnijs | 600 000 € |
| 2e    | Boris Kolev          | 375 000 € |
| 3e    | Éric Sfez            | 281 750 € |
| 4e    | Niko Koop            | 215 000 € |
| 5e    | Jerry Odeen          | 160 000 € |
| 6e    | Alain Zeidan         | 120 000 € |

### WPT Venetian
- Casino : Venetian, Las Vegas,  États-Unis[31],[32]
- Prix d'entrée : 3 500 $[31],[32]
- Date : Du 22 au 26 mars 2019[31],[32]
- Nombre de joueurs : 734
- Prize Pool : 2 333 800 $
- Nombre de places payées : 92

| Place | Nom             | Prix      |
| ----- | --------------- | --------- |
| 1er   | Benjamin Palmer | 431 655 $ |
| 2e    | Anthony Gargano | 277 760 $ |
| 3e    | Ayman Qutami    | 204 810 $ |
| 4e    | Orlando Barrera | 152 690 $ |
| 5e    | Mark Ioli       | 115 105 $ |
| 6e    | William Givens  | 87 760 $  |

### WPT Seminole Hard Rock Poker Showdown
- Casino : Seminole Hard Rock Hotel & Casino, Hollywood, Floride,  États-Unis[33],[34]
- Prix d'entrée : 3 500 $[33],[34]
- Date : Du 12 au 16 avril 2019 (table finale le 30 mai 2019)[33],[34]
- Nombre de joueurs : 1 360
- Prize Pool : 4 352 000 $
- Nombre de places payées : 170

| Place | Nom           | Prix      |
| ----- | ------------- | --------- |
| 1er   | James Carroll | 715 175 $ |
| 2e    | Éric Afriat   | 465 120 $ |
| 3e    | Maria Ho      | 344 960 $ |
| 4e    | Jerry Wong    | 257 815 $ |
| 5e    | Ami Alibay    | 194 610 $ |
| 6e    | Chad Eveslage | 148 380 $ |

### WPT Choctaw (télévisé)
- Casino : Choctaw Casino & Resort, Durant, Oklahoma,  États-Unis[35],[36]
- Prix d'entrée : 3 700 $[35],[36]
- Date : Du 17 au 20 mai 2019 (table finale le 31 mai 2019)[35],[36]
- Nombre de joueurs : 577
- Prize Pool : 1 958 915 $
- Nombre de places payées : 74

| Place | Nom           | Prix      |
| ----- | ------------- | --------- |
| 1er   | Craig Varnell | 379 990 $ |
| 2e    | William Berry | 243 330 $ |
| 3e    | Nick Pupillo  | 179 430 $ |
| 4e    | Trung Pham    | 133 770 $ |
| 5e    | Stacey Jones  | 100 850 $ |
| 6e    | Austin Lewis  | 76 890 $  |

### WPT Aria Summer Championship
- Casino : Aria Resort & Casino, Las Vegas,  États-Unis[37],[38]
- Prix d'entrée : 10 000 $[37],[38]
- Date : Du 27 au 31 mai 2019[37],[38]
- Nombre de joueurs : 192
- Prize Pool : 1 824 000 $
- Nombre de places payées : 24

| Place | Nom             | Prix      |
| ----- | --------------- | --------- |
| 1er   | Matthew Wantman | 443 475 $ |
| 2e    | Igor Kurganov   | 285 650 $ |
| 3e    | Artur Papazyan  | 209 980 $ |
| 4e    | Kevin Eyster    | 156 220 $ |
| 5e    | James Collopy   | 117 640 $ |
| 6e    | Ryan Laplante   | 89 685 $  |

### WPT Tournament of Champions
- Casino : Aria Resort & Casino, Las Vegas,  États-Unis[39],[40]
- Prix d'entrée : 15 000 $[39],[40]
- Date : Du 1er au 3 juin 2019[39],[40]
- Nombre de joueurs : 76
- Prize Pool : 1 290 000 $
- Nombre de places payées : 10

| Place | Nom           | Prix      |
| ----- | ------------- | --------- |
| 1er   | Ole Schemion  | 440 395 $ |
| 2e    | Tony Dunst    | 250 265 $ |
| 3e    | Ryan Tosoc    | 166 845 $ |
| 4e    | Simon Lam     | 115 945 $ |
| 5e    | Griffin Paul  | 84 140 $  |
| 6e    | Nick Schulman | 63 890 $  |